# ジェシー・ゴンザレス
ジェシー・ゴンザレス（Jesse González、1995年5月25日 - ）は、アメリカ合衆国出身の同国代表プロサッカー選手。ポジションはGK。

## クラブ経歴
16歳の時からFCダラスのアカデミーでプレーをはじめ、2013年3月にクラブとホームグロウン契約を結んだ。
2015年8月、ピッツバーグ・リバーハウンズSCにレンタル移籍。

## 代表歴
自身はアメリカで生まれ育ったが、両親がメキシコ人のため、年代別代表ではメキシコ代表としてプレーした。2015年にはU-20メキシコ代表の一員としてCONCACAF U-20選手権とFIFA U-20ワールドカップに出場した。また最終メンバーからは漏れてしまったが、2016年リオ五輪の暫定登録メンバーにも選出されていた。
2017年6月、アメリカ合衆国代表への変更を表明。7月16日、2017 CONCACAFゴールドカップ決勝トーナメント参加メンバーに登録された。

## タイトル

### クラブ
FCダラス
- USオープンカップ：2016
- サポーターズ・シールド：2016

### 代表
U-20メキシコ代表
- CONCACAF U-20選手権：2015

アメリカ合衆国代表
- CONCACAFゴールドカップ：2017